# Agrotis neocomensis
Agrotis neocomensis là một loài bướm đêm trong họ Noctuidae.